# 映画スタジオ
映画スタジオ（えいがスタジオ）は、映画を製作するスタジオのことで、部屋・建物・建物群・サウンドステージ・事務所・倉庫・バックロットを含む。英語のen:Film studioは、映画の宣伝・配給を手掛ける会社を指すこともある。

## 歴史
1893年、トーマス・エジソンが最初の映画スタジオ「エジソン・ブラック・マライア撮影所」をアメリカ合衆国に建設した。場所はニュージャージー州ウェストオレンジの彼の研究所の近くで、スタジオはタール紙で覆われた構造だった。エジソンはサーカスやボードビルの芸人や、演劇の俳優にカメラの前で演じさせ、ボードビル劇場・娯楽場・ろう人形館・市で上映した。ニュージャージーに続いて、ニューヨーク、シカゴでも映画スタジオが設立されていった。
しかし1900年代はじめに映画スタジオ各社は、気候の良さと日照時間の長さを理由に、カリフォルニア州ロサンゼルスに移り始めた。当時の電気ライトは適切な露光には力不足で、映画製作に最適な光源は日光だったのだ。映画のなかにはロサンゼルスのダウンタウンの建物の屋上で撮影したものもある。初期の映画製作者が南カリフォルニアに移動したのは、エジソンの「モーション・ピクチャー・パテンツ・カンパニー」社（MPPC）から逃げるためでもあった。映画関連の特許のほぼ全部を所有していたエジソンのいるニュージャージーから離れることで、特許の強制を難しくしたのである。
ハリウッド地区で最初の映画スタジオは、アル・クリスティが1911年にデヴィッド・ホースリーのために開いた「ネスター・スタジオ」である。同年、他の15の独立系スタジオがハリウッドに移った。最終的には他のスタジオもロサンゼルスに移り、カルヴァー・シティ、バーバンク、サンフェルナンド・ヴァレーのスタジオシティといった地区に分かれていった。
1920年代のトーキーの出現によって映画産業では合併が一斉に進み、ハリウッドのスタジオ・システムは再編された。「5大スタジオ」であるフォックス社（後の20世紀フォックス）、ロウズ社（後のメトロ・ゴールドウィン・メイヤー）、パラマウント映画社、RKO社、ワーナー・ブラザース社は、製作から宣伝・配給・興行まで自社で行った。ユニヴァーサル映画社、コロムビア映画社、ユナイテッド・アーティスツ社も重要な会社だが、自社の映画館を持っていなかったので、自社製作の映画や専属俳優の映画だけを上映することができず、支配力に劣り、「リトル・スリー Little Three」と呼ばれた。作品の知名度も資金力も劣るハル・ローチ・スタジオ、グランドナショナル、モノグラム・ピクチャーズ社、リパブリック・ピクチャーズは、不動産用語から「ポヴァティ・ロウ」と呼ばれた。
自社の映画館を持つ「5大スタジオ」は、8人の独立映画プロデューサーから反発を受けた。この中にはサミュエル・ゴールドウィン、デヴィッド・O・セルズニック、ウォルト・ディズニー、ウォルター・ウェンジャーがいた。1948年にアメリカ政府は、独占禁止法違反でパラマウント社を訴えて勝訴した。最高裁判所は、パラマウントの巨大な力は独占の構成要素となり違法であると判決を下し、映画館チェーンの売却をパラマウントに命じた。製作と興行の分離を命じるこの判決によって、「スタジオ・システム」と「ハリウッド黄金期」は終わりを迎えた。
独占禁止を理由としたハリウッドのスタジオ・システムの崩壊にともない、映画製作の方法が変わった。プロジェクトごとにチームをつくり、大抵は黄金期の巨大スタジオからスペースを借りるという方法である。これは今日でも標準的な方法である。
テレビが安定して利益になるということが1950年代中頃までに証明され、その頃から映画スタジオが番組制作にも使われ出した。コロムビア社のスクリーン ジェムズのように、テレビ制作班を自社に設立したスタジオもある。

## 収益
ABNアムロ銀行の2000年の調査によると、ハリウッドの映画スタジオの全世界収益の26%は劇場チケットの売上、46%は消費者へのVHS・DVDの販売、28%はテレビ放映料（ブロードキャスト、ケーブルテレビ、ペイ・パー・ビュー）である。
完成した映画はまず映画館で上映される。チケット売上の一定の部分が映画スタジオに支払われるのだが、その割合は週を追うごとに下がっていく。平均的な割合は約55%である。映画館での上映が終了すると、次はVHS・DVDとなって消費者に販売・レンタルされる。その後はテレビで放映され映画スタジオに放映料が支払われるのだが、ここにも順番がある。まずケーブルテレビや衛星テレビのペイ・パー・ビューで放映され、収益の50%が映画スタジオに支払われる。次に、「プレミアム・チャンネル」で放映され、映画の興行収入を元にした固定額（平均600万ドルから800万ドル）が支払われる。さらに、ケーブルテレビのベーシックチャンネルやネットワーク・テレビで放映され、放映回数や作品にもよるが、300万ドルから1500万ドルが支払われる。最後にテレビのシンジケーション市場で売り出され、映画を視聴する市場の大きさをもとに支払いを受ける。最大規模の市場では500万ドルにもなる。

## 初期の映画スタジオ
- クリスティ・フィルム（Christie Film Company（アメリカ）
- ゴーモン（Gaumont Film Company、フランス）
- メリエス映画社（Méliès Films、フランス）
- ネスター・スタジオ（Nestor Studios、アメリカ）
- パテ兄弟社（Pathé Frères、フランス）
- パインウッド・スタジオ（Pinewood Studios、イギリス）
- プレミアム・ピクチャー・プロダクションズ（Premium Picture Productions、アメリカ）
- ソラックス・スタジオ（Solax Studios、アメリカ）
- ヴィクター・スタジオ（Victor Studios、アメリカ）

## 日本における撮影所
1908年（明治41年）、東京の吉沢商会が目黒行人坂に撮影所を設置したのが、日本における最初の撮影所である。つづいてエム・パテー商会、福宝堂がそれぞれ東京の大久保、日暮里に、横田商会が京都・二条城に撮影所を建設、映画製作を行ったが、いずれも1912年に合併し、「日本活動写真」社（通称：日活）となった。
1920年代後半（大正年間）には、阪東妻三郎、嵐寛寿郎、片岡千恵蔵、月形龍之介、市川右太衛門、あるいは入江たか子といった当時のスター俳優が独自の製作会社、独自の撮影所を設立したが、いずれも大手企業に呑まれていった。現在では撮影所の立地は、東京と京都にほぼ二分されているが、日本の撮影所の歴史の初期には、東大阪市（大阪）や西宮市、芦屋市（兵庫）や横浜市（神奈川）、奈良、千葉にも撮影所は存在した。また、「日本初の映画監督」「日本映画の父」と呼ばれるマキノ省三の「マキノ・プロダクション」も撮影所を持ったが、伊藤大輔の「伊藤映画研究所」（奈良）など当時の独立プロ割拠の時代には、すでに「貸しスタジオ」という発想があり、いくつもの撮影所がレンタル的に機能した。
日本において撮影所システムが確立するのは1930年代（昭和初年）である。サイレント時代においては小資本でも映画作成は可能であったが、トーキーが登場すると、近代的な企業が資本を投下して映画を作る必要が出てきたのである。撮影所システムの特徴は、監督以下のスタッフがすべてその映画会社と専属契約していて、なおかつ監督ごとにスタッフが固定している点である。また、俳優もスターから端役に至るまで専属であった。撮影所では同時並行して何本も映画が撮られており、俳優が1日の間に別の映画の撮影に参加することも珍しくなかった。
1970年代初頭、映画産業の斜陽化にともない、各社は軒並み自社の撮影所を貸スタジオにして、独立プロやテレビドラマ、CFの撮影もできるようにし、専属スタッフや俳優も解雇して撮影所システムは崩壊した。
21世紀に入って稼働中の日本の映画撮影所は、東宝の東宝スタジオ、松竹の松竹京都撮影所、東映の東映京都撮影所（うちオープンセットは東映太秦映画村）、東映東京撮影所、KADOKAWAの角川大映スタジオ、日活の日活撮影所である。加えて、2007年（平成19年）には、林海象監督の映像探偵社が運営する「川崎5スタジオ」が開設された。また異色なのが広島県福山市にある「みろくの里」である。これは、CMや映画の撮影もできるテーマパーク「日光江戸村」とは異なり、一般に公開していない、純然たる時代劇のオープンセットのほか1棟のスタジオをもっているが、映画会社としての機能はもっていない。

### 初期
- 最古の撮影所4社
  - 吉沢商会目黒行人坂撮影所（1908年 - 1912年、合併して日活になり、グラスステージが使用されたが閉鎖）
  - エム・パテー商会大久保撮影所（1909年 - 1912年、合併して日活になり、閉鎖）
  - 福宝堂日暮里撮影所（1910年 - 1912年、合併して日活になり、閉鎖）
  - 横田商会二条城撮影所（1910年 - 1912年、「京都初の撮影所」、横田法華堂撮影所新設後、閉鎖）
- 天活系
  - 東洋商会東京日暮里撮影所 - 天然色活動写真日暮里撮影所（1914年 - 1919年、閉鎖）
  - 天然色活動写真小阪撮影所（大阪・東大阪市、1914年 - 1919年） - 帝国キネマ演芸（1920年） - 東邦映画製作所 - 帝国キネマ（1929年閉鎖）
  - 天然色活動写真巣鴨撮影所（東京・巣鴨、1919年） - 国際活映巣鴨撮影所（1919年） - 帝国キネマ巣鴨撮影所 - 河合映画巣鴨撮影所 - 大都映画撮影所（1942年、大映へ合併して閉鎖）
- 帝国キネマ系
  - 帝国キネマ蘆屋撮影所（兵庫・芦屋市、1923年 - 1925年） - アシヤ映画（1925年、帝キネから独立、閉鎖）
  - 帝国キネマ長瀬撮影所（大阪・東大阪市、「東洋のハリウッド」、1928年 - 1930年焼失）
  - 阪東妻三郎プロダクション太秦撮影所 （京都・太秦、1925年 - 1930年松竹に譲渡） - 帝国キネマ太秦撮影所（1930年 - 1931年） - 新興キネマ京都太秦撮影所（1931年 - 1942年、合併して「大映第二撮影所」へ）
  - 第一映画撮影所（京都・嵯峨野、1935年 - 1937年） - 新興キネマ京都太秦第二撮影所（1937年 - 1942年、合併して「大映嵯峨野撮影所」へ）
- マキノ系
  - 牧野教育映画製作所（京都・等持院、1921年 - 1923年） - マキノ映画製作所（1923年 - 1924年、買収により改称） - 東亜キネマ等持院撮影所（1924年 - 1925年） - 東亜キネマ京都撮影所（1925年 - 1931年） - 東活映画社東活撮影所（1931年 - 1932年閉鎖、1933年競売）[1]
  - マキノ・プロダクション御室撮影所（京都・御室、1925年 - 1931年解散） - 正映マキノ撮影所（1932年、同年全焼・解散） - 宝塚キネマ撮影所（1932年 - 1934年、会社解散） - エトナ映画京都撮影所（1934年 - 1935年、会社解散・閉鎖）[2]
  - マキノ・トーキー撮影所（京都・太秦、1935年 - 1937年解散） - 今井映画製作所（1937年 - 1938年解散） - （1940年より「松竹太秦撮影所」へ）[3]
- 大正活動映画撮影所（神奈川・横浜市山下町、1920年 - 1922年、閉鎖・製作を中止し興行会社に転換）
- 甲陽キネマ撮影所（兵庫・西宮市甲陽園、1918年 - 1923年、買収により改称） - 東亞キネマ甲陽撮影所（1923年 - 1927年、閉鎖）
- 吾嬬撮影所（東京府下南葛飾郡、現在の墨田区） 高松豊次郎プロダクション吾嬬撮影所（1925年） - 阪東妻三郎プロダクション吾嬬撮影所（1925年） - マキノ・プロダクション東京撮影所（1925年 - 1926年） - タカマツ・プロダクション吾嬬撮影所（1926年） - タカマツ・アズマプロダクション（1926年 - 1927年、1945年焼失）
- 連合映画芸術家協会撮影所（奈良、1925年、直木三十五・根岸寛一が経営、のちに閉鎖）
- 月形プロダクション撮影所（奈良・生駒市、1929年） - 富国映画社（1929年、のちに閉鎖）
- 嵐寛寿郎プロダクション太秦撮影所（京都・太秦、1935年 - 1937年会社解散、敷地はのちの「大映京都撮影所」のオープンセットに）
- 大日本(東洋)自由映画プロダクション・阪東関東撮影所（阪東妻三郎の新会社、千葉・習志野市、1931年 - 1936年閉鎖、「谷津遊園」に）
- 不二映画社富士スタジオ（東京・豊島園、1931年 - 1932年解散・閉鎖、1934年富士フイルムが買収、現在練馬工場[4]）
- 日本キネマ撮影所（京都・太秦双岡町、1928年 - 1929年一時閉鎖） - 双ヶ丘撮影所（1931年 - 1935年） - 松竹第二撮影所（1935年 - 1943年） - 立石電気（現・オムロン）工場（1945年、うち1951年 - 1953年に宝プロダクションが使用するも、「宝プロダクション撮影所」に移転し閉鎖）
- 入江プロダクション撮影所（京都・双ヶ丘、1932年 - 1935年閉鎖）

### 大手の成立以降
- 日活
  - 横田法華堂撮影所（京都・法華堂、1912年） - 日活関西撮影所（1912年 - 1918年、移転） - 日活大将軍撮影所（京都・大将軍、1918年 - 1928年、移転） - 日活太秦撮影所（京都・太秦、1928年 - 1942年、合併して「大映京都撮影所」へ）
  - 日活向島撮影所（東京・向島、1913年 - 1923年、震災により「日活太秦撮影所」へ移転、閉鎖）
  - 日本映画社撮影所（東京・多摩川、1932年 - 1933年） - 日活多摩川撮影所（1934年 - 1942年、合併して「大映多摩川撮影所」へ）
  - 片岡千恵蔵プロダクション撮影所（京都・嵯峨野、1929年 - 1932年） - 日活京都第二撮影所（1932年 - 1942年、合併して閉鎖）
  - 日活撮影所（東京・調布、1954年 - 現行）
- 大映
  - 大映京都撮影所（1942年 - 1971年閉鎖） - 大映映画撮影所 （1971年 - 1986年売却）
  - 大映多摩川撮影所（1942年 - 2004年） - 角川大映撮影所（2004年 - 現行）
  - 大映第二撮影所（1942年 - 1947年） - 東横映画撮影所（1947年 - 1951年、合併して東映京都撮影所へ）
  - 大映嵯峨野撮影所（1942年、まもなく閉鎖）
  - 新興キネマ大泉撮影所 （1942年の合併で閉鎖） - 太泉映画大泉スタジオ（1947年 - 1951年、東映東京撮影所へ）
  - 大都映画撮影所 （閉鎖）
  - 大映テレビ府中多摩スタジオ - 府中多摩スタジオ（閉鎖）
- 東映
  - 東映京都撮影所（1951年 - 現行）
  - 東映東京撮影所（1951年 - 現行）
  - 東映東京制作所生田支社撮影所（川崎・生田、通称「生田スタジオ」、1971年 - 1979年閉鎖）
- 松竹
  - 松竹蒲田撮影所（1920年 - 1936年移転・閉鎖） - 松竹大船撮影所 （1936年 - 1998年閉鎖）
  - 松竹京都撮影所 （京都・下加茂、1923年 - 1974年移転により閉鎖）
  - 松竹太秦撮影所（1940年旧「マキノ・トーキー撮影所」＝「今井映画製作所」を買収 -  1941年） - 興亜映画撮影所（1941年） - 松竹太秦撮影所（1941年 - 1965年閉鎖） - 京都映画撮影所（1974年、下加茂から移転して現行）
  - 市川右太衛門プロダクションあやめ池撮影所（奈良、1927年 - 1936年買収、閉鎖） - 全勝キネマ撮影所（1936年 - 1941年閉鎖）
- 東宝
  - ピー・シー・エル映画製作所（1932年 - 1937年） - 東宝映画東京撮影所（1937年 - 1941年） - 東宝撮影所（1941年 - 1971年） - 東宝スタジオ（1971年 - 現行）
  - J.O.スタヂオ（京都・太秦上刑部町、1933年 - 1937年合併） - 東宝映画京都撮影所 （1937年 - 1941年閉鎖）
- 新東宝
  - 東宝映画第二撮影所 - 東宝第二撮影所（1939年 - 1948年） - 新東宝撮影所（1948年 - 1961年） - 国際放映撮影所（1961年 - 1992年） - 東京メディアシティ（1992年 - 現行）
  - 東京発声映画製作所（1937年 - 1941年）- 東宝映画第三撮影所 - 東宝第三撮影所（1941年 - 1948年） - 新東宝第二撮影所（1948年 - 1961年） - 大蔵映画撮影所 （1961年 - 1974年閉鎖、「オークラランド」へ）
- 連合映画撮影所（1953年 - 1962年） - 東京映画撮影所（1962年 - 1980年閉鎖）
- 宝塚映画製作所（兵庫県宝塚市、1951年 - 1983年） - 宝塚映像 （1983年 - 2003年閉鎖）
- 三船プロダクション撮影所 （東京・世田谷、1966年 - 1984年閉鎖）
- 中央映画撮影所  - 調布映画撮影所（東京・調布市、1954年 - 1960年頃閉鎖）
- 宝プロダクション撮影所（京都・太秦安井池田町、1953年 - 1958年倒産） - 日本京映撮影所（1958年 - 1987年閉鎖）
- 日本電波映画撮影所（京都・太秦多藪町、1962年 - 1967年閉鎖、一時は京都府亀岡市に第二撮影所、これも閉鎖）[5]
- みろくの里 （広島県福山市、1989年 - 現行）
- 川崎5スタジオ （川崎市川崎区浜川崎、2007年 - 現行）